# Dax (Star Trek: Deep Space Nine)
"Dax" és el vuitè episodi de la sèrie de televisió de ciència-ficció estatunidenca Star Trek: Deep Space Nine, emès durant la primera temporada. Originalment es va emetre en redifusió a partir del 15 de febrer de 1993.  L'episodi va ser dirigit per David Carson.
Ambientada al segle XXIV, la sèrie segueix les aventures a Espai Profund 9, una estació espacial situada prop d'un forat de cuc estable entre els Quadrants Alfa i Gamma de la Via Làctia, prop del planeta Bajor, mentre els bajorans es recuperen d'una brutal ocupació de dècades pels imperialistes cardassians. En aquest episodi s'explora la naturalesa de l'espècie fictícia Trill, una raça humanoide, alguns dels quals estan "units" simbiòticament a una criatura "simbiont" de llarga vida, els records de la qual comparteixen. L'oficial científica de l'estació, Jadzia Dax, una Trill, és arrestada per un delicte del qual s'acusa un anterior hoste del seu simbiont.
Aquest episodi va ser coescrit per D.C. Fontana, que també havia escrit per a Star Trek: La sèrie original.

## Argument
Després d'un àpat amb el Dr. Bashir, la tinent Dax és segrestada per un grup d'extraterrestres mentre torna caminant a les seves estances. El Dr. Bashir alerta al Comandant Sisko que l'han segrestada, i la tripulació de Deep Space Nine aconsegueix evitar que els segrestadors surtin de l'estació.
Un dels segrestadors, Ilon Tandro, acusa Dax - el "simbiont" Dax, que aleshores es troba al cos de Curzon Dax - d'assassinar el seu pare, Ardelon Tandro, un famós heroi militar de Klaestron IV; vol castigar Jadzia Dax pel crim. La seva afirmació es basa en el fet que durant una guerra civil un missatge codificat va informar al bàndol contrari de la ubicació del seu pare, i de les persones que coneixien la ubicació, Curzon era l'únic sense coartada.
La Major Kira insisteix que Dax no pot ser extradit a Klaestron sense una audiència d'arbitratge segons la llei bajorana; Ilon hi està d'acord a contracor, ja que l'alternativa és causar un incident diplomàtic per intentar segrestar Dax del que tècnicament és territori bajorà. A l'audiència, Sisko argumenta que Jadzia i Curzon Dax són dos individus diferents, cosa que provoca un llarg debat. L'àrbitre suggereix treure el simbiont Dax i deixar Jadzia enrere, però el Dr. Bashir diu que cap dels dos sobreviuria a l'operació. Ilon argumenta que no castigar els simbionts Trill per actes comesos en vides passades crearia un crim perfecte. Curiosament, tot i que el seu destí és incert, Jadzia sembla complaent amb tot l'afer.
Mentrestant, el cap de seguretat de "DS9", Odo, visita la mare d'Ilon, Enina. Ella li diu que l'assassinat de Tandro va inspirar el seu poble a la victòria, i que des de llavors s'ha convertit en un heroi mundial, però ella insisteix que Curzon no va trair el seu marit. Odo descobreix proves d'una aventura entre Curzon i Enina, cosa que li dóna un motiu per a l'assassinat. Enina admet l'aventura a Odo i li diu que el seu marit no era l'heroi en vida, sinó que ho era en mort. Quan es reprèn l'audiència, Enina testifica que en el moment de l'assassinat, Curzon era al seu llit. L'àrbitre desestima el cas.
Un cop acabada l'audiència, Enina parla en privat amb Dax sobre com ningú ha de saber mai que el seu marit havia enviat el missatge codificat ell mateix en un intent de trair el seu propi poble, i que els rebels el van matar pel favor.

## Artistes convidats
- Gregory Itzin com a Ilon Tandro
- Anne Haney com a Jutgessa Renora
- Richard Lineback com a Selin Peers
- Fionnula Flanagan com a Enina Tandro

## Producció
Aquest episodi va ser escrit per D. C. Fontana, conegut pel seu treball a Star Trek: La sèrie original. Peter Allan Fields havia treballat anteriorment amb Fontana a The Six Million Dollar Man. Fontana va descobrir que la història se centrava en els personatges i que no hi havia molta acció, però ho va trobar difícil, "com tots els primers guions d'una sèrie", perquè "encara no has après a escriure per a la veu d'un actor en particular i has d'inventar fets sobre un personatge que potser no funcionen més endavant". Fields va reescriure el guió i va decidir que, en lloc d'escriure Dax com un vell mussol savi en pau amb les seves moltes vides passades, estaria en un conflicte amb les diferents personalitats dels portadors anteriors que influeixen en el seu comportament. Aquest conflicte s'expressa en el moment en què Jadzia Dax s'acomiada d'Enina Tandro, una antiga amant de l'anterior portador de Dax, Curzon: Sembla com si estiguessin a punt de besar-se. No va ser fins a l'episodi de la quarta temporada "Rejoined" que la sèrie va mostrar dues dones besant-se.
Fionnula Flanagan va ser l'estrella convidada com a Enina Tandro. Va ser la seva primera aparició a Star Trek, i més tard va aparèixer a Star Trek: La nova generació a l'episodi "Herència" com a Juliana Soong, la "mare" de Data, i a
l'episodi de Star Trek: Enterprise "Fallen Hero" com a ambaixadora vulcaniana.
L'estrella convidada d'aquest episodi, Anne Haney, havia aparegut anteriorment a Star Trek: La nova generació, temporada 3, episodi 3 "Els supervivents", com a Rishon Uxbridge.
El Bar de Quark va ser escollit com a lloc per a l'audiència perquè no s'havia construït cap decorat de sala de conferències en el moment de la producció d'aquest episodi (això no va passar fins a la tercera temporada). L'equip de producció també va considerar aquesta decisió creïble des de la perspectiva de la història, ja que els cardassians havien lliurat l'estació "Deep Space Nine" als bajorans en un estat molt danyat, cosa que feia plausible que simplement no hi hagués prou espais lliures disponibles en el moment de la història.
Es va utilitzar una pintura mat per representar la capital de Klaestron IV, que es va utilitzar per primera vegada a l'episodi  Humà de cop i volta de la primera temporada de Star Trek: La nova generació. Es va reutilitzar lleugerament modificada en diversos altres episodis de "Star Trek: La nova generació", "Star Trek: Deep Space Nine" i "Star Trek: Voyager" per representar altres ciutats alienígenes.

## Recepció
Keith DeCandido de Tor.com va qualificar l'episodi amb set sobre deu, considerant-lo un bon episodi. La seva crítica més gran va ser que el personatge Jadzia Dax, al voltant del qual gira tot l'episodi, té massa poc a fer. També va descobrir que la qüestió de fins a quin punt un Trill és responsable de les accions dels seus antics amfitrions es tracta molt millor en episodis posteriors. Tanmateix, per a DeCandido, aquestes debilitats es veuen compensades per la bona actuació dels actors convidats i el desenvolupament del personatge Dax a mesura que avança la sèrie.
El 2018, SyFy va incloure aquest episodi a la seva guia de marató de sèries de Jadzia Dax per a aquest personatge. Assenyalen que aquest episodi ajuda a construir la relació entre Jadzia i Sisko, així com a explorar la naturalesa de Dax.

## Llançaments
El 8 de febrer de 1997, aquest episodi es va publicar en LaserDisc al Japó com a part del conjunt de mitja temporada 1st Season Vol. 1. Aquest incloïa episodis des de "Emissary" fins a "Move Along Home" amb pistes d'àudio en anglès i japonès.

### Obres citades
- Erdmann, Terry J.; Block, Paula M. Star Trek: Deep Space Nine Companion.  New York: Pocket Books, 2000, p. 31–33. ISBN 9780671501068.